# Eccellenza Umbria 2013-2014
Il campionato italiano di calcio di Eccellenza regionale 2013-2014 è il ventitreesimo organizzato in Italia. Rappresenta il sesto livello del calcio italiano ed il maggiore in ambito regionale.
Questo è il girone unico organizzato dal Comitato Regionale dell'Umbria.

## Stagione

### Aggiornamenti
Fusione:
- Gualdo (Eccellenza Umbria) e Casacastalda (Serie D girone E) in Gualdo Casacastalda (Serie D girone E).

## Squadre partecipanti
| Club                    | Città                                   | Stadio                          | Stagione 2012-2013                                                   |
| ----------------------- | --------------------------------------- | ------------------------------- | -------------------------------------------------------------------- |
| Angelana                | Santa Maria degli Angeli di Assisi (PG) | Stadio Giuseppe Migaghelli      | 7º in Eccellenza Umbria                                              |
| Castel del Piano        | Castel del Piano di Perugia             | Stadio Liborio Menicucci        | 3º in Eccellenza Umbria                                              |
| Cannara                 | Cannara (PG)                            | Stadio Alberto Spoletini        | 9º in Eccellenza Umbria                                              |
| Clitunno                | Campello sul Clitunno (PG)              | Stadio Conte Rovero             | 1º in Promozione Umbria/B, promossa                                  |
| G.M. 10                 | Guardea (TR) Montecchio (TR)            | Stadio Comunale (Guardea)       | 5º in Promozione Umbria/B, ripescata                                 |
| Group Città di Castello | Città di Castello (PG)                  | Stadio Corrado Bernicchi        | 5º in Eccellenza Umbria                                              |
| Nestor                  | Marsciano (PG)                          | Stadio Alberto Checcarini       | 15º in Eccellenza Umbria, salva dopo i play out                      |
| Nocera Umbra            | Nocera Umbra (PG)                       | Stadio Angelo Marinangeli       | 10º in Eccellenza Umbria                                             |
| Pierantonio             | Pierantonio di Umbertide (PG)           | Stadio Comunale                 | 17º in Serie D Gir.E, retrocesso                                     |
| San Marco Juventina     | San Marco di Perugia                    | Stadio Mirko Trippolini         | 1º in Promozione Umbria/A, promossa                                  |
| San Sisto               | San Sisto di Perugia (PG)               | Stadio Comunale                 | 4º in Eccellenza Umbria                                              |
| San Venanzo             | San Venanzo (TR)                        | Stadio Aldo Pambianco           | 14º in Eccellenza Umbria, retrocesso dopo i play out e poi ripescato |
| Subasio                 | Rivotorto di Assisi (PG)                | Stadio Giancarlo Felici         | 2º in Eccellenza Umbria                                              |
| Todi                    | Todi (PG)                               | Stadio Franco Martelli          | 18º in Serie D Gir.E, retrocesso                                     |
| Vis Torgiano            | Torgiano (PG)                           | Stadio Fausto Braca             | 11º in Eccellenza Umbria                                             |
| Villabiagio             | Villanova di Marsciano (PG)             | Campo Parrocchiale Santa Monica | 6º in Eccellenza Umbria                                              |

## Classifica
|  | Pos. | Squadra                 | Pt | G  | V  | N  | P  | GF | GS | DR  |
|  | ---- | ----------------------- | -- | -- | -- | -- | -- | -- | -- | --- |
|  | 1.   | Villabiagio             | 61 | 30 | 17 | 10 | 3  | 52 | 27 | +25 |
|  | 2.   | Vis Torgiano            | 56 | 30 | 15 | 11 | 4  | 43 | 23 | +20 |
|  | 3.   | Angelana                | 54 | 30 | 15 | 9  | 6  | 46 | 27 | +19 |
|  | 4.   | Group Città di Castello | 51 | 30 | 14 | 9  | 7  | 40 | 22 | +18 |
|  | 5.   | Nestor                  | 47 | 30 | 14 | 5  | 11 | 40 | 43 | -3  |
|  | 6.   | Subasio                 | 41 | 30 | 10 | 11 | 9  | 34 | 29 | +5  |
|  | 7.   | Cannara                 | 41 | 30 | 9  | 14 | 7  | 32 | 27 | +5  |
|  | 8.   | San Marco Juventina     | 38 | 30 | 9  | 11 | 10 | 40 | 39 | +1  |
|  | 9.   | San Sisto               | 38 | 30 | 7  | 17 | 6  | 22 | 15 | +7  |
|  | 10.  | Nocera Umbra            | 38 | 30 | 8  | 14 | 8  | 32 | 30 | +2  |
|  | 11.  | Castel del Piano        | 36 | 30 | 9  | 9  | 12 | 35 | 41 | -6  |
|  | 12.  | G.M. 10                 | 32 | 30 | 9  | 5  | 16 | 31 | 43 | -12 |
|  | 13.  | Clitunno                | 31 | 30 | 6  | 13 | 11 | 32 | 36 | -4  |
|  | 14.  | Todi                    | 31 | 30 | 7  | 10 | 13 | 34 | 44 | -10 |
|  | 15.  | San Venanzo             | 27 | 30 | 6  | 9  | 15 | 30 | 47 | -17 |
|  | 16.  | Pierantonio (-3)        | 16 | 30 | 6  | 1  | 23 | 25 | 75 | -50 |

Legenda:

      Promossa in Serie D 2014-2015.
      Ammessa ai play-off nazionali.
 Ammesse ai play-off o ai play-out.
      Retrocessa in Promozione Umbria 2014-2015.
Regolamento:

Tre punti a vittoria, uno a pareggio, zero a sconfitta.
In caso di pari merito per assegnare il 1º posto (promozione diretta) ed il 16º posto (retrocessione diretta) viene disputata una gara di spareggio in campo neutro.
In caso di arrivo di due o più squadre a pari punti, la graduatoria verrà stilata secondo la classifica avulsa tra le squadre interessate, che prevede in ordine i seguenti criteri: 
- Punti negli scontri diretti
- Differenza reti negli scontri diretti
- Differenza reti generale
- Reti realizzate in generale
- Sorteggio

Nei play off e nei play out vige il criterio dei 9 punti di distacco, soglia al di sopra della quale, la sfida non viene disputata e la squadra meglio classificata, a seconda dei casi, o accede alla fase successiva oppure ottiene la salvezza.
Note:

Il Pierantonio è stato sanzionato con 3 punti di penalizzazione per tre rinunce. Dopo essere retrocessa, la società rinuncia alla Promozione Umbria e si iscrive in Terza Categoria.

## Risultati

### Tabellone
Ogni riga indica i risultati casalinghi della squadra segnata a inizio della riga, contro le squadre segnate colonna per colonna (che invece avranno giocato l'incontro in trasferta). Al contrario, leggendo la colonna di una squadra si avranno i risultati ottenuti dalla stessa in trasferta, contro le squadre segnate in ogni riga, che invece avranno giocato l'incontro in casa.
|                         | ANG | CAN | CAS | CLI | GM  | GRO | NES | NOC | PIE | SVE | SMJ | SAN | SUB | TOD | VIL | VIS |
| Angelana                |     | 1-1 | 1-1 | 3-2 | 5-1 | 1-1 | 5-1 | 0-1 | 2-3 | 1-0 | 1-0 | 3-1 | 1-0 | 1-0 | 0-0 | 1-0 |
| Cannara                 | 1-1 |     | 1-1 | 2-1 | 1-1 | 0-0 | 1-2 | 1-0 | 2-0 | 2-2 | 2-1 | 1-1 | 0-0 | 0-1 | 2-1 | 0-1 |
| Castel Del Piano        | 0-1 | 1-0 |     | 2-2 | 0-1 | 1-1 | 1-2 | 2-1 | 3-2 | 2-1 | 3-0 | 1-0 | 0-0 | 3-4 | 1-4 | 4-4 |
| Clitunno                | 0-1 | 1-2 | 0-0 |     | 1-2 | 0-0 | 0-2 | 2-2 | 0-1 | 4-1 | 1-0 | 0-1 | 1-0 | 2-2 | 1-1 | 1-1 |
| G. M. 10                | 2-4 | 0-0 | 3-0 | 1-0 |     | 0-2 | 0-1 | 0-1 | 2-0 | 1-4 | 0-3 | 1-0 | 1-2 | 1-1 | 0-2 | 0-2 |
| Group Città Di Castello | 1-1 | 1-1 | 1-0 | 1-2 | 2-1 |     | 1-0 | 2-1 | 3-0 | 3-0 | 3-1 | 0-0 | 1-2 | 1-1 | 0-2 | 1-0 |
| Nestor                  | 0-3 | 1-1 | 0-2 | 1-0 | 1-0 | 2-1 |     | 1-1 | 3-0 | 1-1 | 2-0 | 1-0 | 1-0 | 3-0 | 2-2 | 1-3 |
| Nocera Umbra            | 0-0 | 3-2 | 2-0 | 1-1 | 1-1 | 0-1 | 1-0 |     | 3-1 | 0-0 | 1-1 | 1-1 | 0-0 | 4-1 | 1-2 | 1-1 |
| Pierantonio             | 1-2 | 1-5 | 2-1 | 1-2 | 0-5 | 0-3 | 4-2 | 0-0 |     | 2-1 | 0-2 | 0-6 | 1-2 | 0-1 | 1-3 | 0-2 |
| San Venanzo             | 2-2 | 1-1 | 0-1 | 0-0 | 0-1 | 0-4 | 1-2 | 2-1 | 4-0 |     | 1-1 | 0-0 | 1-3 | 3-1 | 1-0 | 1-0 |
| San Marco Juventina     | 2-2 | 1-2 | 0-1 | 2-2 | 2-0 | 2-1 | 1-1 | 2-1 | 3-2 | 2-0 |     | 0-0 | 3-3 | 3-1 | 1-1 | 2-1 |
| San Sisto               | 1-0 | 0-0 | 1-1 | 0-0 | 1-0 | 1-0 | 3-1 | 0-0 | 0-1 | 2-0 | 1-1 |     | 1-1 | 0-0 | 1-1 | 0-0 |
| Subasio                 | 2-0 | 2-0 | 1-0 | 0-1 | 1-1 | 1-2 | 2-4 | 0-1 | 2-0 | 3-0 | 2-2 | 0-0 |     | 2-2 | 0-0 | 1-1 |
| Todi Calcio             | 1-2 | 0-1 | 1-1 | 2-2 | 3-4 | 0-2 | 1-0 | 1-1 | 4-0 | 0-0 | 1-0 | 0-0 | 0-1 |     | 1-2 | 1-2 |
| Villabiagio             | 1-0 | 1-0 | 3-1 | 3-2 | 1-0 | 2-1 | 5-2 | 2-2 | 4-1 | 3-1 | 1-1 | 0-0 | 2-1 | 1-0 |     | 1-1 |
| Vis Torgiano            | 1-0 | 0-0 | 2-0 | 1-1 | 2-1 | 0-0 | 2-0 | 3-0 | 2-1 | 2-2 | 2-1 | 1-0 | 2-0 | 2-2 | 2-0 |     |

## Spareggi

### Play-off

#### Tabellone
|  | Semifinali | Semifinali              | Semifinali |                         |   | Finale       | Finale | Finale |  |
|  |            |                         |            |                         |   |              |        |        |  |
|  | 2          | Vis Torgiano (dts)      | 2          |                         |   |              |        |        |  |
|  | 2          | Vis Torgiano (dts)      | 2          |                         |   |              |        |        |  |
|  | 5          | Nestor                  | 1          |                         |   |              |        |        |  |
|  | 5          | Nestor                  | 1          |                         | 2 | Vis Torgiano | 2      |        |  |
|  |            |                         |            |                         | 2 | Vis Torgiano | 2      |        |  |
|  |            |                         | 4          | Group Città di Castello | 1 |              |        |        |  |
|  | 3          | Angelana                | 4          | Group Città di Castello | 1 | 0            |        |        |  |
|  | 3          | Angelana                |            |                         |   |              |        |        |  |
|  | 4          | Group Città di Castello | 1          |                         |   |              |        |        |  |

#### Semifinali
|              | Risultati |                         | Luogo e data                             |
| ------------ | --------- | ----------------------- | ---------------------------------------- |
| Vis Torgiano | 2-1 (dts) | Nestor                  | Torgiano, 11 maggio 2014                 |
| Angelana     | 0-1       | Group Città di Castello | Santa Maria degli Angeli, 11 maggio 2014 |
|              |           |                         |                                          |

#### Finale
|              | Risultati |                         | Luogo e data                             |
| ------------ | --------- | ----------------------- | ---------------------------------------- |
| Vis Torgiano | 2-1       | Group Città di Castello | Santa Maria degli Angeli, 18 maggio 2014 |
|              |           |                         |                                          |

### Play-out

#### Tabellone
|  | Semifinali | Semifinali    | Semifinali |      |    | Finale  | Finale | Finale |  |
|  |            |               |            |      |    |         |        |        |  |
|  | 12         | G.M. 10 (dts) | 1          |      |    |         |        |        |  |
|  | 12         | G.M. 10 (dts) | 1          |      |    |         |        |        |  |
|  | 15         | San Venanzo   | 1          |      |    |         |        |        |  |
|  | 15         | San Venanzo   | 1          |      | 12 | G.M. 10 | 1      |        |  |
|  |            |               |            |      | 12 | G.M. 10 | 1      |        |  |
|  |            |               | 14         | Todi | 3  |         |        |        |  |
|  | 13         | Clitunno      | 14         | Todi | 3  | 0       |        |        |  |
|  | 13         | Clitunno      |            |      |    |         |        |        |  |
|  | 14         | Todi          | 3          |      |    |         |        |        |  |

#### Semifinali
|          | Risultati |             | Luogo e data                          |
| -------- | --------- | ----------- | ------------------------------------- |
| G.M. 10  | 1-1 (dts) | San Venanzo | Montecchio, 11 maggio 2014            |
| Clitunno | 0-3       | Todi        | Campello sul Clitunno, 11 maggio 2014 |
|          |           |             |                                       |

#### Finale
|         | Risultati |      | Luogo e data              |
| ------- | --------- | ---- | ------------------------- |
| G.M. 10 | 1-3       | Todi | Marsciano, 18 maggio 2014 |
|         |           |      |                           |